# Ponte das Taipas

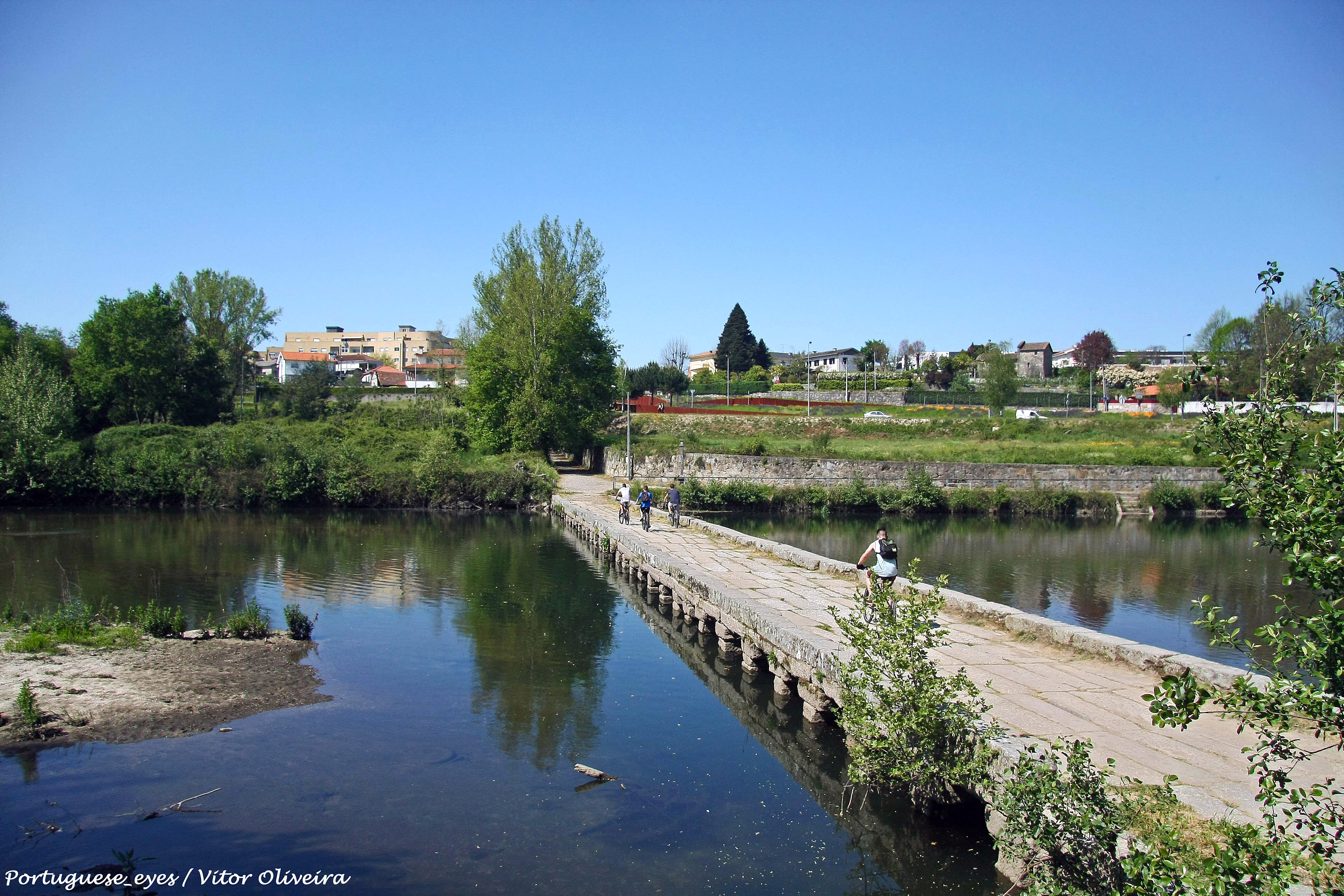
Ponte das Taipas

Die Ponte das Taipas ist eine Steinplattenbrücke über den Fluss Ave beim Ort Caldas das Taipas bei Guimarães im Norden Portugals.

## Geschichte
Entgegen anderslautenden Spekulationen ist die aus exakt behauenen Granitsteinen errichtete Brücke nicht römischen Ursprungs, sondern wurde in der Neuzeit errichtet. Die Existenz eines römischen und/oder mittelalterlichen Vorgängerbaus ist jedoch nicht ausgeschlossen.

## Beschreibung
Die etwa 60 m lange Brücke ruht auf 34 Stützpfeilern mit einem Abstand von jeweils knapp 2 m. Der ca. 5,50 m breite und von zahlreichen Platten bedeckte Fahr- und Gehweg ist seitlich durch zahlreiche ca. 25 cm hohe Steinquader gesichert; diese Konstruktionsweise gehört wahrscheinlich zum ursprünglichen Bestand und wäre somit bei derartigen Brücken in Europa nahezu einzigartig.